# 1&1 Versatel
1&1 Versatel GmbH ist ein Telekommunikationsanbieter mit Fokus auf Geschäftskunden mit Sitz in Düsseldorf. Das Unternehmen ist Teil der 1&1 Firmengruppe und eine 100-prozentige Tochtergesellschaft der börsennotierten United Internet AG. 1&1 Versatel zählt zum Geschäftsbereich „Business Access“.

## Geschichte
Versatel begann im Jahre 1999 mit dem Erwerb der Anbieter VEW telnet und KomTel seine Präsenz auf dem deutschen Markt. Die ursprünglich in Deutschland operierenden Versatel-Gesellschaften waren über eine Holding-Gesellschaft Töchter der börsennotierten Versatel Telecom International N.V. mit Sitz in Amsterdam. In der Folge wurden die Unternehmen Tesion und Completel gekauft. In den folgenden Jahren stand vor allem der konstante Auf- und Ausbau des eigenen Glasfasernetzes im Fokus.
2004 konsolidierte das Unternehmen seinen Markt- und Markenauftritt. Im Sommer desselben Jahres wurde BerliKomm gekauft.
Im Juli 2005 übernahm der schwedische Telekommunikationsanbieter Tele2 die niederländische Versatel. Deren deutsche Tochtergesellschaften wurden daraufhin an den Mehrheitsanteilseigner von Tropolys, die Private-Equity-Gesellschaft Apax, verkauft. Anschließend verkaufte Apax ihre Tropolys-Beteiligung an Versatel und vereinte damit beide Unternehmen unter einem Dach.
Im April 2007 wurde Versatel an die Frankfurter Börse gebracht. United Internet hielt einen Anteil von 25 Prozent an Versatel.
Im Juli 2008 übernahm Versatel alle Anteile am Kabelnetzbetreiber AKF. Im April 2009 erwarb Versatel sämtliche Anteile eines lokalen Freiburger Telekommunikationsunternehmens.
2012 übernahm Versatel von der Stadtwerke Kiel AG sowie der freenet Cityline GmbH 100 % der Anteile am lokalen Telekommunikationsanbieter KielNET.
Bis Ende 2012 war die Versatel-Aktie börsennotiert: Im Dezember 2012 folgte die Umwandlung der Rechtsform von einer AG in eine GmbH.
Ende Oktober 2013 kaufte Versatel das Hamburger Glasfasernetz von Telefónica Germany.
Seit Mitte 2014 gehört Versatel zu 100 Prozent zur United-Internet-Gruppe, im Juli 2016 fand die Umfirmierung in 1&1 Versatel statt.
Im Juli 2016 wurde offiziell verkündet, dass Versatel eine Umfirmierung zu 1&1 Versatel vollzogen hat. Das Unternehmen möchte damit die Zugehörigkeit zur 1&1-Gruppe stärker in den Vordergrund rücken. Zum 1. Juli 2016 wurde auch die Marke KielNET durch 1&1 Versatel ersetzt.
Die United-Internet-Tochter 1&1 verkauft seit 2017 Privatkundenleistungen, die auf den Glasfaser-Anschlüssen der 1&1 Versatel basieren.
Heute betreibt 1&1 Versatel mit über 65.000 km eines der größten Glasfasernetze Deutschlands und baut in Kooperation mit 1&1 ein eigenes 5G-Netz auf Basis von OpenRAN.

## Gegenwart

### Geschäftsumfeld und Konkurrenz
1&1 Versatel verfügt über ein Glasfasernetz mit einer Gesamtlänge von über 65.000 Kilometern in Deutschland.  1&1 Versatel ist in über 350 Städten mit eigener Netzinfrastruktur vertreten.  Damit gehört 1&1 Versatel zu den wenigen Anbietern auf dem deutschen Markt, die bundesweit über eigene Festnetzanschlüsse verfügen.
Das Unternehmen engagiert sich in den Branchenverbänden Bundesverband Breitbandkommunikation und VATM.

### Produktportfolio
Das Unternehmen fokussiert sich auf Lösungen für Geschäftskunden, öffentliche wie privatwirtschaftliche Groß- und Konzernkunden sowie öffentliche und gemeinnützige Einrichtungen. 1&1 Versatel bietet verschiedene Dienstleistungen aus dem Telekommunikationsbereich auf Vorleistungs- und Endkundenebene an. Dazu gehören souveräne Technologiealternativen ‚Made in Germany‘ in den Bereichen Standortvernetzung, Kommunikation, Cyber-Security und Cloud-Services. Dabei kooperiert 1&1 Versatel mit Partnern wie LANCOM, MYRA, NFON, IONOS.

### Geschäftsführung
Seit 1. Januar 2024 ist Frank Rosenberger Vorsitzender der Geschäftsführung/CEO. Weitere Geschäftsführer der Gesellschaft sind Guido Mannshausen (CFO), Martin Fischer (CTO), Thomas Heyder (CSO), Borislav Tadic (CPO) und Ahmet Yayan (COO).